# Antoine-Léger Sartelon
Antoine-Léger Sartelon est un homme politique français né le 16 octobre 1770 à Tulle (Corrèze) et mort le 2 novembre 1825 à Châlons-en-Champagne (Marne).
Commissaire ordonnateur des guerres sous le Premier Empire, il est député de la Corrèze de 1813 à 1818 (sauf pendant les Cent-Jours). Il siège dans la majorité de la Chambre introuvable puis au centre. En 1816, il est nommé ordonnateur en chef de la maison militaire du roi.

## Sources
- « Antoine-Léger Sartelon », dans Adolphe Robert et Gaston Cougny, Dictionnaire des parlementaires français, Edgar Bourloton, 1889-1891 [détail de l’édition]